# Dodge Colt Vista
Dodge Colt Vista – samochód osobowy typu minivan klasy kompaktowej produkowany pod amerykańską marką Dodge w latach 1983 – 1991 i 1991 – 1996 jako Dodge Colt Wagon.

## Pierwsza generacja

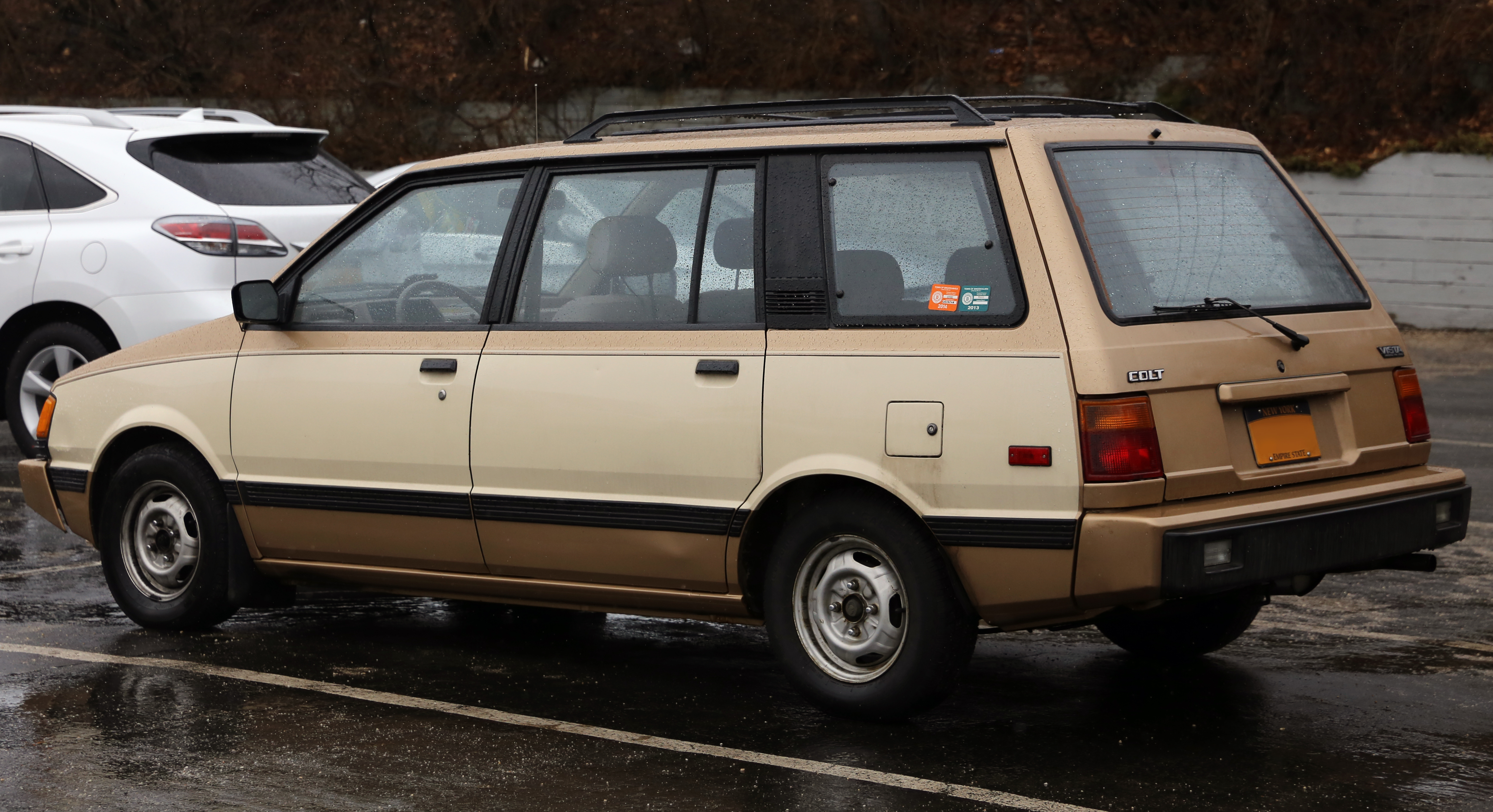
Dodge Colt Vista - tył

Dodge Colt Vista został zaprezentowany po raz pierwszy w 1983 roku.
W ramach szeroko zakrojonej współpracy między Mitsubishi a koncernem Chryslera, zdecydowano się poszerzyć ofertę modelową Dodge pierwszego w historii minivana. Samochód o nazwie Colt Wagon uplasował się w portfolio marki poniżej modelu Caravan i de facto był lokalną, północnoamerykańską odmianą modelu Mitsubishi Space Wagon. Różnice wizualne były minimalne - poza emblematami modelu, samochód nie nosił nawet logotypów Dodge. Równolegle z Coltem Wagon w Stanach Zjednoczonych oferowano również model Plymouth Colt Vista, a w Kanadzie - także Eagle Vista Wagon.

### Silniki
- L4 1.8l G37B
- L4 1.8l G62B
- L4 2.0l G63B

## Druga generacja

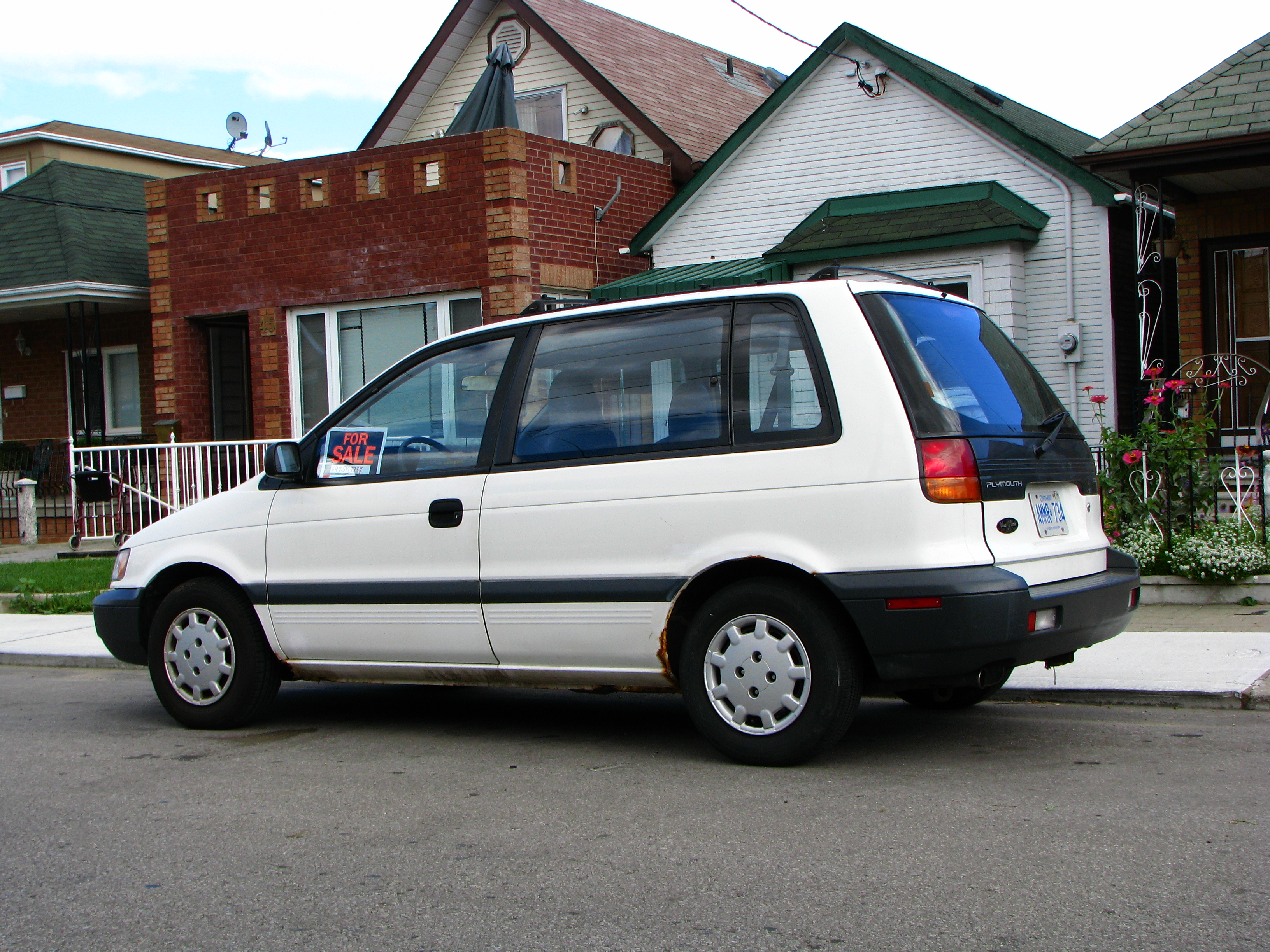
Dodge Colt Wagon - tył

Dodge Colt Wagon został zaprezentowany po raz pierwszy w 1991 roku.
Prezentując w 1991 roku następcę modelu Colt Vista, Dodge podjął decyzję o dokonaniu niewielkiej korekty w nazwie kompaktowego minivana. Samochód odtąd oferowany był jako Colt Wagon, tym razem nie będąc już lokalną, północnoamerykańską odmianą modelu Mitsubishi, lecz jego bliźniaczą wersją oferowaną równolegle z japońskim odpowiednikiem. Poza modelem Expo LRV (w Europie znanym jako Mitsubishi Space Runner), równolegle w Stanach Zjednoczonych oferowano model Plymouth Colt Vista, a w Kanadzie - Eagle Summit Wagon. W 1996 roku zakończyła się produkcja modelu.

### Silnik
- L4 1.8l 4G93